# Bubbio
Bubbio (piemontiul: Bubi) település Olaszországban, Piemont régióban, Asti megyében. Lakosainak száma 808 fő (2023. január 1.). Bubbio Canelli, Cassinasco, Cessole, Loazzolo, Monastero Bormida és Roccaverano községekkel határos.

## Népesség
A település népessége az elmúlt években az alábbi módon változott:
| Lakosok száma | 872  | 847  | 808  |
|               | 2017 | 2018 | 2023 |